# Liste de peintures de Sebastiano Ricci
Cette page fournit une liste chronologique de peintures du vénitien Sebastiano Ricci (1659-1734).
| Image | Thème      | Titre | Date        | Technique               | Dimensions   | Lieu de conservation                                                                                        | Référence              |
| ----- | ---------- | --- | ----------- | ----------------------- | ------------ | --- | ---------------------- |
|       | Religieux  | Pietà | 1686        | huile sur toile         | 120 × 120 cm | Église Santa Maria degli Angeli de Parme                                                                    |                        |
|       | Religieux  | Fresques Mémorial des morts avec Ferdinando Bibiena | 1687        | huile sur toile         |              | San Secondo Parmense ancien oratoire de la Vergine del Serraglio                                            |                        |
|       | Histoire   | Histoires de Paul III : Paul III approuve la compagnie de Jésus Paul III approuve l'ordre des capucins; Paul III parmi les cardinaux; Paul III bénit une flotte partant contre les Sarrasins; Paul III avec une statue de la Madone; Paul III et les cardinaux se rendant à Trento; La Foi pointe vers une statue de Paul III; Apothéose de Paul III; Paul III approuve le projet du château de Piacenza. | 1687 – 1688 | 15 huiles sur toile     |              | Plaisance, Palazzo Farnese                                                                                  | Collection du Palais   |
|       | Histoire   | Histoires de Paul III Paul III nomme son fils Pier Luigi, duc de Piacenza et de Parme; | 1687 – 1688 | huile sur toile         |              | Plaisance, Palazzo Farnese                                                                                  | Collection du Palais   |
|       | Histoire   | Histoires de Paul III Paul III réconcilie François Ier et Charles Quint | 1687 – 1688 | huile sur toile         |              | Plaisance, Palazzo Farnese                                                                                  | Collection du Palais   |
|       | Histoire   | Histoires de Paul III Paul III inspiré par la Foi pour convoquer le Concile de Trente | 1687 – 1688 | huile sur toile         |              | Plaisance, Palazzo Farnese                                                                                  | Collection du Palais   |
|       | Histoire   | Tarquin l'Ancien consulte Attus Navius | v. 1690     | huile sur toile         | 163 × 141 cm | Getty Center, Los Angeles                                                                                   | Musée                  |
|       | Religieux  | Saint Antoine de Padoue guérissant un jeune homme qui s'était amputé le pied pour se punir d'avoir frappé sa mère | vers 1690   | huile sur toile         | 98 × 124 cm  | Musée du Louvre                                                                                             | Musée                  |
|       | Allégorie  | Les Arts et les Sciences | 1690-1694   | huile sur toile         | 122 × 154 cm | Collezione S. Martinis, Udine                                                                               | Fondazione Zeri        |
|       | Religieux  | Saint François en extase | 1690-1700   | huile sur toile         | 100 × 82 cm  | Collection privée Vente Sotheby's 2007                                                                      | Catalogue Sotheby's    |
|       | Mythologie | Neptune et Amphitrite | 1691-1694   | huile sur toile         | 94 × 75 cm   | Musée Thyssen-Bornemisza, Madrid                                                                            | Musée                  |
|       | Mythologie | Bacchus et Ariane | 1691-1694   | huile sur toile         | 94 × 75 cm   | Musée Thyssen-Bornemisza, Madrid                                                                            | Musée                  |
|       | Religieux  | Ange gardien | 1694        | huile sur toile         | 400 × 230 cm | Église Santa Maria del Carmine (Pavie)                                                                      |                        |
|       | Religieux  | Marie Madeleine réconfortée par les anges | vers 1694   | huile sur toile         | 147 × 113 cm | Musée Thyssen-Bornemisza, Madrid dépôt au Museu Nacional d'Art de Catalunya                                 | Musée                  |
|       | Religieux  | Martyre de saint Erasme | 1694-1697   | huile sur toile         | 118 × 95 cm  | Pinacothèque de Brera, Milan                                                                                | Musée                  |
|       | Religieux  | Fresques | 1695        | huile sur toile         |              | Milan, Église San Bernardino alle Ossa                                                                      |                        |
|       | Religieux  | Étude pour Apothéose d'un saint pour San Bernadino dei Morti, Milan | vers 1695   | huile sur toile         | 78 × 63 cm   | Cleveland Museum of Art                                                                                     | Musée                  |
|       | Mythologie | Jupiter et Sémélé | vers 1695   |                         |              | Florence, Musée des Offices                                                                                 | Musée des Offices      |
|       | Religieux  | La Dernière communion de sainte Marie l'Egyptienne | vers 1695   | huile sur toile         | 209 × 142 cm | National Gallery of Art, Washington                                                                         | Musée                  |
|       | Mythologie | Phinée et les fils de Borée | vers 1695   | huile sur toile         | 83 × 100 cm  | musée des Beaux-Arts de Boston                                                                              | Musée                  |
|       | Religieux  | Théodelinde fonde la basilique | 1697        | huile sur toile         |              | Dôme de Monza                                                                                               | Cathedrale             |
|       | Religieux  | Communion de Sainte Marie l'Égyptienne | 1698        | huile sur toile         |              | Archiconfraternité des SS de la cathédrale siège de l'action catholique de Milan                            |                        |
|       | Histoire   | L'Investiture de Marco Corner comme comte de Zara | 1699-1700   | huile sur toile         | 190 × 140 cm | Collection privée Vente Sotheby's 2009                                                                      | Catalogue Sotheby's    |
|       | Religieux  | Saint Grégoire le Grand intercède auprès de la Madone pour la fin de la peste à Rome | 1700        | huile sur toile         | 358 × 188 cm | Padoue, basilique Sainte-Justine                                                                            |                        |
|       | Religieux  | Les Anges et les apôtres adorant le Saint-Sacrement | 1700        | Fresque du Plafond      |              | Basilique Sainte-Justine de Padoue Cappella del Santissimo Sacramento                                       |                        |
|       | Religieux  | Ascension | 1700        |                         | 580 × 300 cm | Rome, basilique des Saints-Apôtres                                                                          |                        |
|       | Religieux  | Jésus discute dans le cercle des apôtres | 1700        |                         | 43 × 30 cm   | Collection privée Vente Hampel 2012                                                                         | Catalogue Hampel       |
|       | Mythologie | Hercule tuant le Centaure Nessus | vers 1700   |                         | 90 × 113 cm  | Musée des Beaux-Arts de Houston                                                                             | Musée                  |
|       | Histoire   | Enlèvement des Sabines | v. 1700     |                         | 197 × 304 cm | Collections du prince de Liechtenstein, Vaduz                                                               | Collection             |
|       | Histoire   | Bataille des Romains contre les Sabines | v. 1700     |                         | 197 × 303 cm | Collections du prince de Liechtenstein, Vaduz                                                               | Collection             |
|       | Histoire   | L'Enlèvement des Sabines | 1700-1701   |                         | 310 × 503 cm | Ca' Barbaro, Venise                                                                                         | Musées de Venise       |
|       | Religieux  | La Sainte Famille avec des anges | v. 1700     | huile sur toile         | 127 × 116 cm | Metropolitan Museum of Art, New York                                                                        | Musée                  |
|       | Religieux  | Le Christ soutenu par des anges d'après Véronèse | v. 1700     | huile sur toile         | 116 × 96 cm  | Collection privée Vente Sotheby's 2009                                                                      | Catalogue Sotheby's    |
|       | Mythologie | Vénus et Amour | vers 1700   | huile sur toile         | 72 × 97 cm   | Collection privée Vente Hampel 2010                                                                         | Catalogue Hampel       |
|       | Histoire   | Brutus avec T. et A. Tarquin consultent l’oracle de Delphes | 1700-1704   |                         | 245 × 301 cm | Padoue, Musée municipal                                                                                     | Utpictura18            |
|       | Religieux  | Saint Grégoire le Grand | 1700-1704   | huile sur toile         | 81 × 81 cm   | Yale University Art Gallery                                                                                 | Musée                  |
|       | Mythologie | Bacchus et Ariane | 1700-1710   |                         | 76 × 63 cm   | National Gallery, Londres                                                                                   | Musée                  |
|       | Allégorie  | Les Vertus Princières | 1702        | Fresque                 |              | Vienne, Château de Schönbrunn                                                                               |                        |
|       | Religieux  | Assomption | 1702        | huile sur toile         | 275 × 309 cm | Dresde, Gemäldegalerie Alte Meister                                                                         | Musée                  |
|       | Mythologie | Hercule et Déjanire | vers 1702   | huile sur toile         | 69 × 105 cm  | Collection privée vente Sotheby's 2018                                                                      | Catalogue Sotheby's    |
|       | Religieux  | Ascension | 1702        | huile sur toile         | 275 × 309 cm | Dresde, Gemäldegalerie Alte Meister                                                                         | Musée                  |
|       | Mythologie | Chute de Phaéton | 1703-1704   | huile sur toile         |              | Musée Civique, Belluno                                                                                      | Web Gallery            |
|       | Religieux  | Les Saints Procule, Fermus et Rustique | 1704        | huile sur toile         | 380 × 250 cm | Cathédrale de Bergame                                                                                       | Cathédrale             |
|       | Histoire   | La Continence de Scipion | 1701-1711   | huile sur toile         | 140 × 182 cm | Art Institute of Chicago                                                                                    | Musée                  |
|       | Histoire   | La Continence de Scipion | v. 1705     | huile sur toile         | 116 × 137 cm | Royal Collection, UK                                                                                        | Collection             |
|       | Mythologie | Aurore et Tithon | v. 1705     | huile sur toile         | 203 × 128 cm | Royal Collection Hampton Court, salle à manger privée                                                       | Collection             |
|       | Religieux  | La Sainte famille avec sainte Anne | 1705-1710   | huile sur toile         | 138 × 103 cm | Collection Molinari Pradelli, Bologne                                                                       | Fondazione Zeri        |
|       | Mythologie | La Bataille des Lapithes et des Centaures | 1705-1710   | huile sur toile         | 139 × 176 cm | High Museum of Art, Atlanta                                                                                 | Musée                  |
|       | Mythologie | Harpagus remet Cyrus aux bergers | 1705-1710   | huile sur toile         | 259 × 201 cm | Hamburger Kunsthalle                                                                                        | Musée                  |
|       | Mythologie | Persée confronte Phinée à la tête de Méduse | 1705-1710   | huile sur toile         | 64 × 77 cm   | Getty Center, Los Angeles                                                                                   | Musée                  |
|       | Mythologie | Bacchus et Ariane | 1705-1710   | huile sur toile         | 140 × 101 cm | Collection privée Vente Sotheby's 2006                                                                      | Musée                  |
|       | Allégorie  | Allégorie de la Toscane | 1706        | huile sur toile         | 90 × 70 cm   | Florence, Musée des Offices                                                                                 | Musée des Offices      |
|       | Mythologie | Amour puni | 1706-1707   | huile sur toile         | 285 × 285 cm | Florence, Palazzo Fenzi-Marucelli                                                                           |                        |
|       | Mythologie | Le Choix d'Hercule Dessin préparatoire aux fresques du palais Marucelli | 1706-1707   | huile sur toile         | 65 × 38 cm   | Florence, Musée des Offices                                                                                 | Musée des Offices      |
|       | Mythologie | Le Choix d'Hercule | 1706-1707   | fresque                 |              | Palais Marucelli Fenzi                                                                                      |                        |
|       | Mythologie | Hercule et Cacus | 1706-1707   | huile sur toile         | 65 × 38 cm   | Florence, Musée des Offices                                                                                 | Fondazione Zeri        |
|       | Mythologie | Hercule tue Nessus | 1706-1707   | fresque                 |              | Florence, Palazzo Fenzi-Marucelli rez-de-chaussée, hall d'Hercule                                           | Fondazione Zeri        |
|       | Mythologie | Vénus et Adonis | 1707-1708   | huile sur toile         | 77 × 46 cm   | Musée des Beaux-Arts d'Orléans                                                                              | Musée                  |
|       | Mythologie | Vénus et Adonis | 1706-1708   | fresque                 |              | Florence, Palazzo Pitti                                                                                     |                        |
|       | Religieux  | Vierge et l'Enfant avec des Saints | 1708        | huile sur toile         | 406 × 208 cm | Venise, basilique San Giorgio Maggiore                                                                      | Aliusmodi              |
|       | Religieux  | Vierge entourée de saints et anges | 1708        | huile sur toile         | 141 × 45 cm  | Musée national des beaux-arts d'Alger                                                                       | Fondazione Zeri        |
|       | Histoire   | Enfance de Romulus et Remus | vers 1708   | huile sur toile         | 185 × 170 cm | Musée de l'Ermitage, Saint-Petersbourg                                                                      | Musée                  |
|       | Histoire   | La Famille de Darius devant Alexandre | 1708-1710   | huile sur toile         | 193 × 244 cm | Raleigh, North Carolina Museum of Art                                                                       | Musée                  |
|       | Histoire   | La Continence de Scipion | 1708-1710   | huile sur toile         | 193 × 244 cm | Raleigh, North Carolina Museum of Art                                                                       | Musée                  |
|       | Biblique   | Moïse défendant les filles de Jethro | 1708-1711   | huile sur toile         | 114 × 178 cm | Musée des Beaux-Arts de Budapest                                                                            | Musée                  |
|       | Religieux  | Saint Pierre libéré par l'ange | 1710        | huile sur toile         | 300 × 200 cm | Trescore Balneario, Église San Pietro                                                                       | Église                 |
|       | Religieux  | Christ donne les clefs à saint Pierre ou La Primauté de Pierre | 1710        | huile sur toile         | 400 × 634 cm | Trescore Balneario, Église San Pietro première sacristie                                                    | Église                 |
|       | Religieux  | L'Appel de saint Pierre ou Piere marche sur l'eau | 1710        | huile sur toile         | 300 × 200 cm | Trescore Balneario, Église San Pietro mur du fond                                                           | Église                 |
|       | Religieux  | Assomption de Marie | 1710        | huile sur toile         | 500 × 250 cm | Clusone, Basilica di Santa Maria Assunta Retable du Maître-autel du presbytère                              | Val Seriana            |
|       | Religieux  | La Sainte Famille avec sainte Elisabeth et saint Jean Baptiste | vers 1710   | huile sur toile         | 73 × 104 cm  | Royal Collection, UK Kew Palace Cabinet de dessin de la Reine                                               | Collection             |
|       | Religieux  | L'Ange de l'Annonciation | v. 1710     | huile sur toile         | 63 × 49 cm   | Collection privée Vente Sotheby's 2013                                                                      | Catalogue Sotheby's    |
|       | Religieux  | La Sainte Famille avec saint Jean Baptiste enfant | v. 1710     | huile sur toile         | 93 × 70 cm   | Collection privée Vente Sotheby's 2005                                                                      | Catalogue Sotheby's    |
|       | Religieux  | Le Christ parmi les Docteurs | 1711-1716   | huile sur toile         | 67 × 77 cm   | Royal Collection, UK Cabinet du roi, Palais de Holyrood                                                     | Collection             |
|       | Mythologie | Flora | 1712-1716   | huile sur toile         | 125 × 154 cm | Blanton Museum of Art, Austin                                                                               | Musée                  |
|       | Religieux  | Les Noces de Cana | 1712-1715   | huile sur toile         | 167 × 137 cm | Nelson-Atkins Museum of Art, Kansas City                                                                    | Musée                  |
|       | Religieux  | Deux satyres regardent une nymphe endormie | 1712-1716   | huile sur toile         | 16 × 18 cm   | Palais des Beaux-Arts de Lille                                                                              | RMN                    |
|       | Religieux  | Le Christ ressuscité entouré par des anges | 1712-1716   | huile sur toile         |              | Columbia Museum of Art                                                                                      | Musée                  |
|       | Religieux  | La Fuite en Égypte | 1712-1716   | huile sur toile         | 84 × 113 cm  | Chatsworth House, UK                                                                                        | Fondazione Zeri        |
|       | Biblique   | Moïse sauvé des eaux | 1711        | huile sur toile         | 257 × 322 cm | Rome, Palazzo Taverna                                                                                       | Dimore Storiche        |
|       | Biblique   | Esther devant Assuérus | 1711        | huile sur toile         | 258 × 322 cm | Rome, Palazzo Taverna                                                                                       | Dimore Storiche        |
|       | Mythologie | Nymphes et satyres | 1712-1716   | huile sur toile         | 64 × 75 cm   | Musée du Louvre                                                                                             | Notice Joconde         |
|       | Histoire   | Camille et Brennos | 1712-1716   | huile sur toile         | 40 × 56 cm   | Musée Fesch, Ajaccio                                                                                        | Musée                  |
|       | Mythologie | Diane et Callisto | 1712-1716   | huile sur toile         | 64 × 76 cm   | Gallerie dell'Accademia de Venise                                                                           | Musée                  |
|       | Religieux  | Le Christ dans la maison de Simon | 1713        | huile sur toile         | 59 × 51 cm   | Collection privée Vente Sotheby's 2011                                                                      | Catalogue Sotheby's    |
|       | Mythologie | Triomphe de la Vénus Marine | v. 1713     | huile sur toile         | 160 × 210 cm | Getty Center, Los Angeles                                                                                   | Musée                  |
|       | Mythologie | Séléné et Endymion | v. 1713     | huile sur toile         | 190 × 106 cm | Londres, Chiswick House                                                                                     |                        |
|       | Religieux  | Le Baptême du Christ | 1713-1714   | huile sur toile         | 66 × 102 cm  | Metropolitan Museum of Art, New York                                                                        | Musée                  |
|       | Religieux  | La Dernière cène | 1713-1714   | huile sur toile         | 67 × 104 cm  | National Gallery of Art, Washington                                                                         | Musée                  |
|       | Mythologie | La Rencontre entre Bacchus et Ariane | 1713-1715   | huile sur toile         | 272 × 655 cm | Londres, Royal Academy of Arts                                                                              | Collection             |
|       | Mythologie | Le Triomphe de Galatée | 1713-1715   | huile sur toile         | 347 × 482 cm | Londres, Royal Academy of Arts                                                                              | Collection             |
|       | Mythologie | Diane et ses nymphes au bain | 1713-1715   | huile sur toile         | 347 × 482 cm | Londres, Royal Academy of Arts                                                                              | Collection             |
|       | Mythologie | Cupidon devant Jupiter | 1713-1715   | huile sur toile         | 267 × 345 cm | Londres, Royal Academy of Arts plafond de la Salle du Conseil                                               | Collection             |
|       | Religion   | La Résurrection modèle | 1715-1716   | huile sur toile         | 88 × 119 cm  | Dulwich Picture Gallery, Londres                                                                            | Musée                  |
|       | Religion   | Résurrection | 1715-1716   | fresque                 | 267 × 345 cm | Hôpital royal de Chelsea dôme de la chapelle                                                                | Fondazione Zeri        |
|       | Littéraire | Medor et Angelique | v. 1716     | huile sur toile         | 110 × 87 cm  | Musée Brukenthal, Sibiu                                                                                     | Google Arts            |
|       | Mythologie | Bacchannale en l'honneur de Pan | v. 1716     | huile sur toile         | 84 × 100 cm  | Gallerie dell'Accademia de Venise                                                                           | Musée                  |
|       | Mythologie | Bacchus et Ariane | v. 1716     | huile sur toile         | 189 × 104 cm | Londres, Chiswick House                                                                                     | Collection             |
|       | Mythologie | Vénus et Cupidon | v. 1716     | huile sur toile         | 190 × 106 cm | Londres, Chiswick House                                                                                     | Collection             |
|       | Mythologie | Cupidon et les fleurs | v. 1716     | huile sur toile         | 188 × 105 cm | Londres, Chiswick House                                                                                     |                        |
|       | Religieux  | Le Repas chez Simon | 1716-1718   | huile sur toile         | 53 × 87 cm   | Royal Collection, UK Cabinet du roi, Palais de Holyrood                                                     | Collection             |
|       | Biblique   | Moïse et le miracle du rocher | 1716-1720   | huile sur toile         | 99 × 135 cm  | Royal Collection, UK                                                                                        | Collection             |
|       | Mythologie | Vénus et un satyre | 1716-1720   | huile sur toile         | 102 × 125 cm | Musée des Beaux-Arts de Budapest,                                                                           | Google Arts            |
|       | Étude      | Tête de la Samaritaine | 1717-1720   | huile sur toile         | 188 × 105 cm | Museo Civico, Belluno                                                                                       | Fondazione Zeri        |
|       | Mythologie | Diane et son chien | 1717-1720   | huile sur toile         | 74 × 56 cm   | Getty Center, Los Angeles                                                                                   | Musée                  |
|       | Allégorie  | La France sous les traits de Minerve, La Sagesse qui foule au pieds l'Ignorance et qui couronne la Vertu guerrière | 1718        | huile sur toile         | 113 × 85 cm  | Musée du Louvre                                                                                             | Notice Joconde         |
|       | Religieux  | La Dernière Cène | après 1719  | huile sur toile         | 75 × 126 cm  | Musée des Beaux-Arts de Houston                                                                             | Musée                  |
|       | Histoire   | Le roi Hiéron II de Syracuse demande à Archimède de fortifier la ville | 1720        | huile sur toile         | 104 × 84 cm  | National Gallery of Ireland, Dublin                                                                         | Musée                  |
|       | Biblique   | Le Retour du fils prodigue | vers 1720   | huile sur toile         | 57 × 51 cm   | Blanton Museum of Art, Austin                                                                               | Musée                  |
|       | Mythologie | L'Enlèvement d'Europe | v. 1720     | huile sur toile         | 191 × 275 cm | Rome, Palazzo Taverna                                                                                       | Dimore Storiche        |
|       | Religieux  | La Chute des anges rebelles | v. 1720     | huile sur toile         | 82 × 68 cm   | Dulwich Picture Gallery, Londres                                                                            | ArtUK                  |
|       | Biblique   | La Découverte de Moïse | 1720-1725   | huile sur toile         | 71 × 63 cm   | Royal Collection, UK                                                                                        | Collection             |
|       | Religieux  | Madeleine oint les pieds du Christ | 1720-1730   | huile sur toile         | 323 × 632 cm | Royal Collection, Hampton Court Salle à manger publique                                                     | Collection             |
|       | Mythologie | Le Satyre et le paysan | 1720-1730   | huile sur toile         | 37 × 50 cm   | Musée du Louvre                                                                                             | Notice Joconde         |
|       | Mythologie | La Libération de saint Pierre | 1722        | huile sur toile         |              | Église San Stae, Venise                                                                                     | Web Gallery of Art     |
|       | Histoire   | Sacrifiée à Vesta | 1722-1723   | huile sur toile         | 56 × 73 cm   | Dresde, Gemäldegalerie Alte Meister                                                                         | Musée                  |
|       | Histoire   | Sacrifice à Silène | 1722-1723   | huile sur toile         | 56 × 73 cm   | Dresde, Gemäldegalerie Alte Meister                                                                         | Musée                  |
|       | Religieux  | Adoration des bergers | 1723        | huile sur toile         | 72 × 39 cm   | Royal Collection, UK                                                                                        | Collection             |
|       | Biblique   | Bethsabée au bain (en) | 1724        | huile sur toile         | 118 × 199 cm | Musée des beaux-arts de Budapest                                                                            | Musée                  |
|       | Biblique   | Salomon adore les idoles | 1724        | huile sur toile         | 128 × 151 cm | Galerie Sabauda (Turin)                                                                                     | Fondazione Zeri        |
|       | Religieux  | Le Christ et la femme croyante | vers 1724   | huile sur toile         | 221 × 145 cm | Royal Collection, Hampton Court salle à manger publique                                                     | Musée                  |
|       | Religieux  | Le Christ et la Samaritaine | vers 1724   | huile sur toile         | 223 × 144 cm | Royal Collection, Hampton Court salle à manger publique                                                     | Musée                  |
|       | Religieux  | La Femme adultère | vers 1724   | huile sur toile         | 317 × 291 cm | Royal Collection Loué à Osterley Park                                                                       | Collection             |
|       | Religieux  | La Piscine de Bethesda | vers 1724   | huile sur toile         | 317 × 294 cm | Royal Collection Loué à Osterley Park                                                                       | Collection             |
|       | Religieux  | La Vierge en gloire avec l'Archange Gabriel, et les saints Eusèbe, Roch et Sébastien | 1724-1725   | huile sur toile         | 113 × 63 cm  | Musée d'Art du comté de Los Angeles                                                                         | Musée                  |
|       | Religieux  | La Vierge en gloire avec l'Archange Gabriel, et les saints Eusèbe, Roch et Sébastien | 1724-1725   | huile sur toile         | 435 × 255 cm | Turin, Université                                                                                           |                        |
|       | Biblique   | Suzanne devant Daniel | 1725-1726   | huile sur toile         | 243 × 440 cm | Turin, Galerie Sabauda                                                                                      | Fondazione Zeri        |
|       | Étude      | Têtes d'une jeune homme et d'un garçon | 1725-1730   | huile sur toile         | 47 × 57 cm   | Royal Collection, UK                                                                                        | Collection             |
|       | Étude      | Tête de deux hommes Un scribe ou un pharisien et un apôtre | 1725-1730   | huile sur toile         | 46 × 57 cm   | Royal Collection, Kew Palace Salon de dessin de la reine                                                    | Collection             |
|       | Étude      | Tête d'un vieil homme Un publicain ? | 1725-1730   | huile sur toile         | 58 × 46 cm   | Royal Collection, Kew Palace Salon de dessin de la reine                                                    | Collection             |
|       | Étude      | Têtes d'un garçon et d'un homme barbu (un apôtre) | 1725-1730   | huile sur toile         | 46 × 56 cm   | Royal Collection, Kew Palace Salon de dessin de la reine                                                    | Collection             |
|       | Biblique   | Agar et Ismaël sauvés par l'ange | 1725-1730   | huile sur toile         | 153 × 133 cm | Birmingham Museum of Art                                                                                    | Musée                  |
|       | Religieux  | Vierge et l'Enfant apparaissant à saint Bruno | 1725-1730   | huile sur toile         | 97 × 72 cm   | Chartreuse de Vedana, Sospirolo                                                                             | Royal Coll.            |
|       | Mythologie | Songe d'Esculape | 1725-1730   | huile sur toile         | 78 × 97 cm   | Gallerie dell'Accademia de Venise ,                                                                         | Musée                  |
|       | Mythologie | Arcas et Callisto | 1725-1730   | huile sur toile         | 65 × 54 cm   | Collection privée Vente Sotheby's 2019                                                                      | Catalogue Sotheby's    |
|       | Religieux  | Moines en prière tentés par le démon | 1725-1750   | huile sur toile         | 97 × 72 cm   | musée de Grenoble                                                                                           | Notice Joconde         |
|       | Mythologie | Vénus entourée de nymphes contemplant une ronde cupidons | 1725-1750   | huile sur toile         | 49 × 86 cm   | musée du Louvre                                                                                             | Notice Joconde         |
|       | Religieux  | Adoration des rois | 1726        | huile sur toile         | 325 × 291 cm | Royal Collection, UK                                                                                        | Collection             |
|       | Religieux  | Le Christ et le centurion | 1726-1729   | huile sur toile         | 42 × 60 cm   | Musée Capodimonte, Naples                                                                                   | Fondazione Zeri        |
|       | Religieux  | Le Christ guérit la fille de la Cananéenne | 1726-1729   | huile sur toile         | 42 × 60 cm   | Musée Capodimonte, Naples                                                                                   | Fondazione Zeri        |
|       | Mythologie | Le Sacrifice de Polyxène | 1726-1730   | huile sur toile         | 77 × 66 cm   | Royal Collection, UK                                                                                        | Collection             |
|       | Religieux  | La Vision de sainte Thérèse d'Avila | v. 1727     | huile sur toile         | 71 × 37 cm   | Vienne, Kunsthistorisches Museum                                                                            | Musée                  |
|       | Religieux  | Extase de Sainte Thérèse | 1727        | huile sur toile         | 370 × 37 cm  | Vicence, Chiesa di San Marco in San Girolamo                                                                | Arte.it                |
|       | Religieux  | Saint Gaétan réconforte un mourant | 1727        | huile sur toile         | 230 × 134 cm | Milan, Pinacothèque de Brera                                                                                | Musée                  |
|       | Religieux  | Communion de Sainte Lucie | 1730        | huile sur toile         | 430 × 240 cm | Parme, Chiesa di Santa Lucia                                                                                | Parmamorethanfood      |
|       | Religieux  | L'Immaculée Conception | 1730        | huile sur toile         | 260 × 113 cm | Venise, Église San Vidal                                                                                    | Chorus                 |
|       | Religieux  | Vierge à l'Enfant en gloire et archange Raphaël | 1730        | huile sur toile retable | 391 × 235 cm | Venise, Scuola dell'Angelo Custode                                                                          | Promenades vénitiennes |
|       | Religieux  | Christ sur le mont des oliviers | v. 1730     | huile sur toile         | 59 × 77 cm   | Vienne, Kunsthistorisches Museum                                                                            | Musée                  |
|       | Biblique   | Esther devant Assuréus | 1730-1734   | huile sur toile         | 47 × 33 cm   | National Gallery, Londres                                                                                   | Musée                  |
|       | Portrait   | Autoportrait | 1731        | huile sur toile         | 45 × 38 cm   | Florence, Musée des Offices                                                                                 | Musée                  |
|       | Mythologie | Une bacchanale en l'honneur de Pan | 1731        | huile sur toile         | 99 × 114 cm  | Collection privée Vente Sotheby's 2016                                                                      | Catalogue Sotheby's    |
|       | Mythologie | La Fête de Silène | 1731        | huile sur toile         | 99 × 114 cm  | Collection privée Vente Sotheby's 2016                                                                      | Catalogue Sotheby's    |
|       | Religieux  | Le Pape Pie V et les saints Thomas d'Aquin et Pierre martyr | 1732-1733   | huile sur toile         | 343 × 169 cm | Église Sainte Marie du Rosaire, Venise                                                                      |                        |
|       | Religieux  | Saint Grégoire le grand et Saint Vital intercédant pour les âmes du Purgatoire | 1732-1733   | huile sur toile         | 480 × 300 cm | église Saint-Gervais-Saint-Protais (Paris) Saisi en 1803 sur le maître autel de l’église San-Vital de Parme | Paristoric             |
|       | Religieux  | Saint François de Paule ressuscite un enfant | 1733        | huile sur toile         | 400 × 167 cm | Église Saint-Roch de Venise                                                                                 | Scuola                 |
|       | Religieux  | Un miracle de saint François de Paule | 1733        | huile sur toile         | 85 × 35 cm   | National Gallery of Art, Washington                                                                         | Musée                  |
|       | Religieux  | Sainte Hélène trouve la vraie croix | 1733        | huile sur toile         | 400 × 167 cm | Église Saint-Roch de Venise                                                                                 | Scuola                 |
|       | Religieux  | L'Exaltation de la vraie croix | 1733        | huile sur toile         | 84 × 35 cm   | National Gallery of Art, Washington                                                                         | Musée                  |
|       | Religieux  | Assomption de la Vierge | 1733-1734   | huile sur toile         | 95 × 51 cm   | Musée des Beaux-Arts de Budapest                                                                            | Musée                  |
|       | Religieux  | Assomption de la Vierge Marie | 1733-1734   | huile sur toile         | 103 × 63 cm  | Galerie nationale de Prague                                                                                 | Musée                  |
|       | Religieux  | Assomption | 1734        | huile sur toile         | 675 × 364 cm | Église Saint-Charles-Borromée (Vienne)                                                                      |                        |

## Dates non documentées
| Image | Thème      | Titre                                                                                         | Date | Technique       | Dimensions   | Lieu de Conservation                             | Référence           |
| ----- | ---------- | --------------------------------------------------------------------------------------------- | ---- | --------------- | ------------ | ------------------------------------------------ | ------------------- |
|       | Biblique   | Abraham et les trois anges                                                                    |      | huile sur toile | 88 × 87 cm   | Collection privée restitué par le Louvre en 2013 | Notice Joconde      |
|       | Religieux  | La Résurrection du Christ                                                                     |      | huile sur toile |              | Ca' Rezzonico - Pinacoteca Egidio Martini        |                     |
|       | Mythologie | Zéphyr et Flore                                                                               |      | huile sur toile |              | Ca' Rezzonico - Pinacoteca Egidio Martini        |                     |
|       | Religieux  | Ermite adorant la Croix                                                                       |      | huile sur toile | 44 × 30 cm   | Collection privée Vente Hampel 2019              | Catalogue Hampel    |
|       | Biblique   | Joseph dans la prison interprétant les songes de l'échanson et du panetier de Pharaon         |      | huile sur toile | 72 × 53 cm   | Musée des Beaux-Arts de Bordeaux                 | Notice Joconde      |
|       | Biblique   | La Tentation de saint Antoine                                                                 |      | huile sur toile | 48 × 38 cm   | Musée du Louvre                                  | Notice Joconde      |
|       | Biblique   | Suzanne et les vieillards                                                                     |      | huile sur toile | 112 × 122 cm | Chatsworth House, Devonshire                     | Fondazione Zeri     |
|       | Mythologie | Une Bacchanale                                                                                |      | huile sur toile | 77 × 106 cm  | Musée d'Art du comté de Los Angeles              | Musée               |
|       | Mythologie | Vénus dans la forge de Vulcain                                                                |      | huile sur toile | 186 × 260 cm | Collection privée Vente Sotheby's 2017           | Catalogue Sotheby's |
|       | Religieux  | La Sainte Famille avec saint Jean Baptiste enfant dans un paysage d'après un dessin du Titien |      | huile sur toile | 61 × 82 cm   | Collection privée Vente Sotheby's 2017           | Catalogue Sotheby's |
|       | Religieux  | La Sainte Famille                                                                             |      | huile sur toile | 95 × 95 cm   | Collection privée Vente Sotheby's 2013           | Catalogue Sotheby's |
|       | Religieux  | La Tentation de saint Antoine                                                                 |      | huile sur toile | 85 × 121 cm  | Collection privée Vente Sotheby's 2011           | Catalogue Sotheby's |
|       | Religieux  | Silène ivre assis entouré de Puti                                                             |      | huile sur toile | 36 × 52 cm   | Collection privée Vente Sotheby's 2008           | Catalogue Sotheby's |
|       | Litéraire  | Sofonisba et sa suite                                                                         |      | huile sur toile | 67 × 84 cm   | Collection privée Vente Sotheby's 2005           | Catalogue Sotheby's |
|       | Mythologie | Aurore et Tithon                                                                              |      | huile sur toile | 175 × 133 cm | Musée national des Beaux-Arts (Argentine)        | Musée               |
|       | Mythologie | La Mort de Cléopâtre                                                                          |      | huile sur toile | 100 × 79 cm  | Alte Pinakothek, Munich                          | Musée               |
|       | Religieux  | Ermite à la conquête de la Croix                                                              |      | huile sur toile | 44 × 30 cm   | Collection privée Vente Hampel 2019              | Catalogue Hampel    |
|       | Religieux  | La Lapidation de saint Étienne                                                                |      | huile sur toile | 99 × 70 cm   | Collection privée Vente Hampel 2019              | Catalogue Hampel    |
|       | Mythologie | Vénus inquiète pour Adonis                                                                    |      | huile sur toile | 84 × 93 cm   | Collection privée Vente Hampel 2018              | Catalogue Hampel    |
|       | Littéraire | Angélique et Médor                                                                            |      | huile sur toile | 78 × 70 cm   | Collection privée Vente Hampel 2017              | Catalogue Hampel    |
|       | Religieux  | L’Apothéose de saint Sébastien étude pour un plafond                                          |      | huile sur toile | 66 × 88 cm   | Musée des Beaux-Arts de Strasbourg               | Musée               |